# جمبر (فلم)
 المتنقل، القافز ، أو جمبر(بالإنجليزية: Jumper) فيلم أمريكي أنتج 2008 من نوع الخيال العلمي الاكشن. مقتبس من رواية عام 1992 بنفس الاسم
للمؤلف ستيف قولد، الفيلم من إخراج دوغ لايمن ويدور حول قدرة شاب على التنقل الاني بينما هو يطارد من قبل منظمة سرية.

## القصة
تدور القصة حول الجابمرز الذين يمتلكون قوى خارقة تمكنهم من الانتقال إلى أي مكان يريدونه بسرعة خاطفة، والبطل الرئيسي وهو ديفيد رايز الذي هو أحدهم يعيش مع أبوه فقط بسبب هروب أمه من المنزل منذ ان كان في الخامسة من عمره.
إلا أنه لاحقا يكتشف أن أمه تعمل في منظمة تدعى "بالادين"،و هي ليست منظمة شريرة تحاول السيطرة على العالم، بل منظمة تسعى لهزيمة وقتل الجامبرز ظناً منهم أنه من غير الممكن أن يمتلك أحد تلك القوى غير الإله.
و بعد أن كبر ديفيد وأصبح شاباً يافعاً، دخل في شجار مع طالب يدعى مارك، وسقط في مياه النهر المتجمد ولم يستطع ان ينقذ نفسه، عندها اكتشف قواه حيث اختفى ليخرج من مياه النهر الباردة، ويجد نفسه في مكتبة عامة.
وعندما أدرك ديفيد قواه استغل قدرته في سرقة البنك المحلي ومن ثم قرر مغادرة مسقط رأسه، ليذهب إلى نيويورك معتمداً في حياته على المال الذي سرقه للعيش في نيويورك، ومضى ثمانِ سنوات بالترحال من مدينة إلى أخرى، ومن بلدة إلى أخرى، ومن قارة إلى أخرى.
و تغير كل هذا تغيراً جذرياً عندما قابل رئيس منظمة البالادين، رولند كوكس(صامويل جاكسون)، الذي كان يلاحقه لعدة سنوات بعد التحقيقات التي اجريت حول جريمة سرقة البنك الغامضة التي انجزها ديفيد، يستعمل رولند تقنيات متقدمة ليعوق حركة ديفيد لكي لا يستطيع الاختفاء من مكان إلى آخر ليتمكن من قتله.
وبينما كان ديفيد يتعقب أثر صديقة طفولته ميلي (رايتشل بيلسن) ،صادف مارك الذي حضر مدرسة ديفيد وميلي، فيقع ديفيد في عراك مع مارك بعد أن الأهانات التي وجهها مارك إلى ميلي، وأثناء القتال اختفى ديفيد اخذاً معه مارك ليضعه في مخزن البنك الذي سرقه ديفيد منذ 8 سنوات ليلقوا القبض على مارك كمتهم في القضية، وبمساعدة ثروة ديفيد الطائلة سافر مع ميلي إلى روما ليقضوا عطلةً معاً هناك.
و أثناء قيام ميلي وديفيد بجولة في المدرج الروماني التقى ديفيد بأحد الجامبرز ويدعى غريفين، وكان يبدو مصاباً جراء هجوم البالادين عليه وقص عليه غريفين قصة الحرب القديمة بين الجامبرز والبالادين وحينها أدرك ديفيد حقيقة البالادين ومحاولتهم لإبادة الجامبرز، وايقن وجهة نظر غريفين في الإسراع وقتل أكبر عدد ممكن من البالادين.
و خوفاً على سلامة ميلي عاد ديفيد إلى روما بعد أن ذهب إلى نيويورك مع غريفين ليراها سالمة غانمة، ولكن الشرطة ألقت القبض على ديفيد بسبب تجاوزه، وبينما كان في السجن وتحت الحراسة الدائمة، زارته امه ماري (ديان لين) وحذرته بإن البالادين في طريقهم إليه لقتله، وبعد تلقيه هذا التحذير أشرع في الهروب وترك ميلي للسفر إلى ديترويت خوفاً عليها من الأخطار. وبعدها اختفى ديفيد ليذهب إلى بيت أبوه ويليم، ليلقي عليه نظرة، فيجده مقتولاً من قبل رولند لرفضه بيع ابنه لهم.
و بعد أن تحالف غريفين مع ديفيد، أخذ غريفين ديفيد معه إلى مخبأه ليخبره بأن البالادين اخترعوا تقنية حديثة تمكنهم من الاختفاء وراء الجامبرز من خلال العلامة التي يتركونها الجامبرز وراءهم عند الاختفاء.
و ما فتئ غريفين من أخباره بهذا، ليظهر رولند مع مجموعة من أعضاء البالادين ليقتلوا ديفيد وغريفين لكن غريفين قد قضى على المجموعة بالكامل وقاتل رولند وجهاً لوجه، وبواسطة العلامة التي تركها ديفيد للذهاب إلى ميلي في السابق، استطاع رولند الوصول إلى ميلي ليختطفها.
و كان غريفين يريد إلقاء قنبلة على رولند لقتله ولكن ديفيد اوقفه لأن القاء القنبلة قد يقتل ميلي أيضاً، فرفض غريفين واصر على رمي القنبلة على رولند فيلم يجد ديفيد إلا أن ينقض على غريفين لياخذ القنبلة منه ويهرب بها مختفياً ويلحق به غريفين في كل أنحاء العالم، ولحسن الحظ وجد ديفيد برجاً للكهرباء امامه فقرر ان يجعل غريفين يلتطم به ليعوق حركته ونجح في ذلك
و عندها عاد ديفيد إلى شقة ميلي ليسلم نفسه لرولند، خوفاً منه ان يفعل شيئاً بميلي، ولكنه قرر ان يختفي ليصل إلى البحيرة وراء شقة ميلي، واستطاع ذلك بعد جهد جهيد ليعطل أجهزة رولند الحديثة ويتمكن من إنقاذ ميلي، ولكن ديفيد ترك رولند يهرب ليؤكد ان الجامبرز ليسوا أشراراً
و في أحد الأيام ذهب ديفيد في زيارة إلى أمه ماري ليعرف منها ان له اختاً(كريستين ستيوارت) وبعد أن واجه أمه وسألها عن سبب انضمامها لمنظمة البالادين وعن السبب الذي دفعها لخيانتها وإخباره بأنهم قادمون لقتله عندما كان في السجن، اخبرته بأنها تحبه لذلك قررت ان تعطيه فرصة أخرى ليعيش وأنها غادرت البيت بسبب أنها عرفت أنه جامبر ولم ترد أن تخسره.

## طاقم التمثيل
- هايدن كرستنسين(ماكس ثيريوت، مراهق) بدور ديفيد ريز، شاب يكتشف قدرته على الانتقال الاني.
- رايتشل بيلسن (آناصوفيا روب، مراهقة) بدور مايلي هاريس، صديقة ديفيد في الصغر، وحبيبته.
- جيمي بيل بدور غريفين، جمبر حارب بصف ديفيد.
- صامويل جاكسون بدور رولاند كوكس، قائد البلادين هدفه هو قتل الجمبرز.
- ديان لين بدور ماري ريز، أم ديفيد.
- مايكل روكر بدور وليام ريزر، أب ديفيد.
- كريستين ستيوارت بدور صوفي، أخت ديفيد الغير شقيق.

## وصلات خارجية
- الموقع الرسمي
- مقالات تستعمل روابط فنية بلا صلة مع ويكي بيانات